# Modżo
Modżo – miasto w Etiopii, w regionie Oromia. Według danych szacunkowych na rok 2015 liczy 43 500 mieszkańców.